# 진보 싱가포르당
진보 싱가포르당(영어: Progress Singapore Party, 약칭: PSP)은 싱가포르의 대중주의 정당이다. 과거 인민행동당(PAP) 소속으로 국회의원을 지낸 탄쳉복 외 11명이 창당했으며, 지금의 인민행동당이 과거 리콴유 시절의 목표와 비전을 추구하지 않는다고 비판했다.
대표적인 당원으로 리콴유 초대 총리의 아들이자 리셴룽 현 총리의 동생인 리셴양이 있다.

## 같이 보기
- 싱가포르의 정당